# Garaeus virilis
Garaeus virilis là một loài bướm đêm trong họ Geometridae.